# Осока растянутая
Осо́ка растя́нутая (лат. Carex extensa) — многолетнее травянистое растение вид рода Осока (Carex) семейства Осоковые (Cyperaceae).

## Ботаническое описание

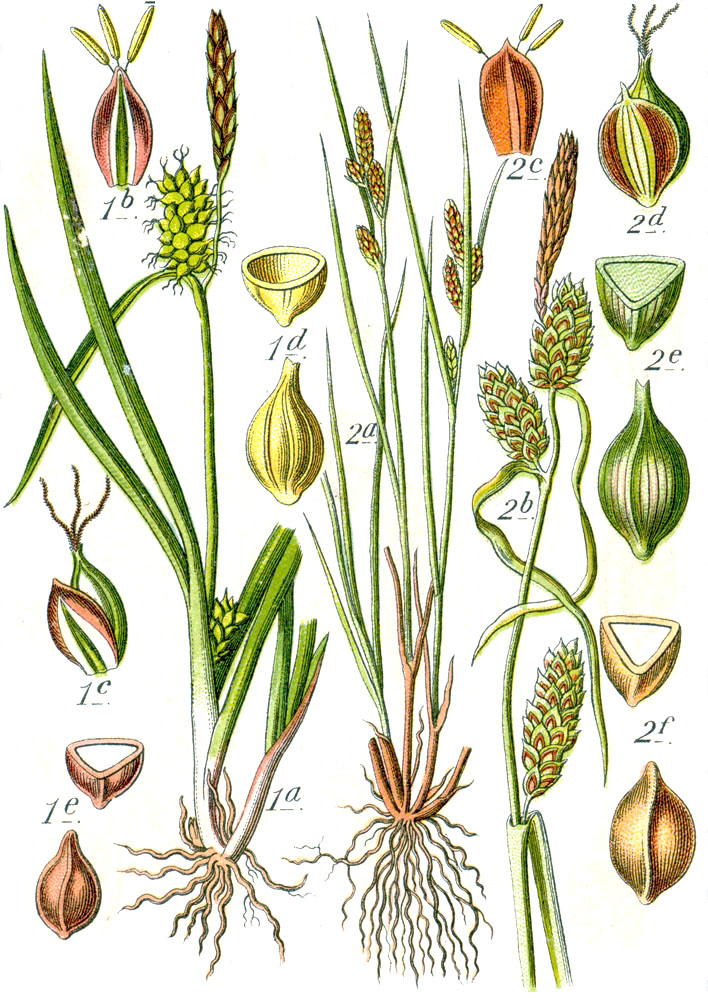
2 — Carex extensa

Серо-зелёное растение с густо-дернистым корневищем.
Стебли тупо-треугольные, гладкие, 10—50 см высотой.
Листовые пластинки жёсткие, прямые, утолщённые, желобчатые, 2—3 мм шириной, гладкие, щетиновидно-утончённые, почти равные стеблям.
Колоски в числе 3—5, наверху скученные, книзу расставленные. Верхний колосок тычиночный, линейный, 1—2,5 см длиной, с яйцевидными, острыми и ржавыми чешуями; остальные — пестичные, сближенные или нижний иногда может быть отставленным, яйцевидные, шаровидные или продолговато-яйцевидные, 0,6—1,5(2) см длиной, густые, верхние сидячие, нижние — на ножке до 1 см длиной, с яйцевидными, наверху шиповидно заострёнными, ржаво-крапчатыми, по краю узко-перепончатыми, посредине желтоватыми чешуями короче мешочков. Мешочки яйцевидные, (2,7)3—3,5(4) мм длиной, уплощённо-трёхгранные, серо-зелёные, слегка ржаво-крапчатые, позже буреющие, с 6—7 жилками, у основания округлые, сидячие, с гладким клиновидным коротко-двузубчатым носиком. Нижний кроющий лист без влагалища или с влагалищем 0,3—1(2) см длиной (причём чем сильнее нижний пестичный колосок отставлен от остальных колосков, тем длиннее влагалище его листа) и длинной пластинкой в (1,5)3 раза превышающей соцветие.
Плодоносит в июне—июле.
Число хромосом 2n=60.
Вид описан из Южной Англии.

## Распространение
Северная Европа (юг), Центральная Европа (север), Атлантическая и Южная Европа; Прибалтика: Эстония; Европейская часть России: Причерноземье; Молдавия: юг; Украина: Крым; Кавказ: побережье Керченского пролива, окрестности Махачкалы и Каспийска, Анапы и Новороссийска, полуостров Сара; Северная Америка (заносное); Северная Африка; Южная Африка (заносное).
Растёт на засоленных песчаных местах по морским побережьям.